# Ahmad Al-Jaber Al-Sabah
Ahmad Al-Jaber Al-Sabah (în arabă الشيخ أحمد الجابر الصباح; n. 1885, Kuweit, Kuweit – d. 29 ianuarie 1950, Kuweit, Kuweit) a fost al zecelea conducător al Kuweitului, din 29 martie 1921 până la moartea sa din 29 ianuarie 1950.

## Biografie
Ahmad este fiul lui Jaber II Al-Sabah, care este al optulea conducător al Kuweitului între 1915 și 1917. El a ajuns la putere după moartea unchiului său Salem Al-Sabah, al nouălea conducător al Kuweitului, în februarie 1921.
Ahmad a fost comandantul principal al cavaleriei, fondatorul armatei din Kuweit și al Direcției Forței de Securitate Publică. La începutul anilor 1920, Ahmad a încredințat șeicul Ali Salem Al-Mubarak Al-Sabah cavaleria și infanteria de apărare și a transferat comanda cavaleriei și infanteriei de apărare șeicului Abdullah Jaber Al-Abdullah II Al-Sabah în urma bătăliei de la Al-Regeai. A fost ministrul finanțelor din 1940 până în 1950.

## Deces
Ahmad a murit în 1950 la Palatul Dasman din Kuweit.